# Suzana Koncut
Suzana Koncut, slovenska prevajalka, nekdanja plesalka in koreografinja, * 2. december 1965, Kranj.
Študirala je francoski jezik s književnostjo in primerjalno književnost  na Filozofski fakulteti v Ljubljani, kjer je diplomirala leta 1990. V letih 1991 in 1992 je študirala sodobno francoski književnost na Université Paris VIII. Po končanem študiju je postala samostojna prevajalka, ki prevaja sodobno francosko literaturo, klasično literaturo, dramska besedila za gledališče ter humanistična dela za največje slovenske založbe in gledališča. Ob nekaterih klasikih (Flaubert, Stendhal, Camus) prevaja predvsem sodobnejše avtorje (P. Quignard, H. Guibert, J. Echenoz, A. Volodine, M. NDiaye, P. Deville, Mathias Enard, L. Binet, A. Zeniter, A. Ernaux). Poleg proze prevaja tudi dramska besedila za gledališke postavitve (M. Duras, E.-E. Schmitt, B.-M. Koltès, Y. Reza, J.-L. Lagarce, P. Rambert, M. NDiaye, F. Sontag, J. Pommerat) in humanistična dela (S. de Beauvoir, C. Lévi-Strauss, A. Badiou, J. Rancière, G. Deleuze, J. Derrida, A. Mbembe, R. Barthes, M. Foucault, M. Serres). 
Od leta 1986 do 2010 je bila aktivna sodobna plesalka in koreografinja z več avtorskimi deli. Kot plesalka je pridobivala znanje s prvimi slovenski sodobnimi koreografi in plesnimi pedagogi in na delavnicah v tujini. Plesati je začela v neinstitucionalnih projektih, kot so Plesni Teater Ljubljana in Movens, sodelovala pa je tudi pri gledaliških predstavah Slovenskega mladinskega gledališča. Pri samostojnih projektih je vedno sodelovala z umetniki iz drugih polj umetnosti. Po letu 2003 le še občasno sodeluje v plesnih projektih. Bila je med ustanovitelji Društva za sodobni ples Slovenije, med leti 1990 in 1996 pa je pisala prispevke o plesnih in gledaliških predstavah za Radio Študent, Republiko in Masko.

## Nagrade
- Zlata ptica (za predstavo Quintet)
- Sovretova nagrada za novi prevod Flaubertove Gospe Bovary (2000)
- Nodierova nagrada za prevod romana Kompas (2018)
- nagrada Prešernovega sklada (2020)
- francosko odlikovanje Vitezinja reda umetnosti in leposlovja (2016), Častnica reda umetnosti in leposlovja (2022)